# 실천이성비판
《실천이성비판》(독일어: Kritik der praktischen Vernunft)은 이마누엘 칸트의 3개의 비판서 중 두 번째 책으로, 1788년에 처음으로 출간되었다. 《순수 이성 비판》에 뒤이어 나온 책이며, 칸트는 이 책에서 그의 도덕 철학을 다루었다.
두 번째 "비판"은 이후의 윤리학과 도덕 철학 분야에 결정적인 영향을 끼쳤다. 20세기 동안 의무론의 입장에 선 도덕 철학자라면 모두 "실천 이성 비판"을 기본적인 참고도서로 삼았다.
유한한 인간은 이 세상의 행복을 얻으려는 욕심의 지배를 받아 이를 실천의 원리로 삼으려 한다. 그러나 한편, 내부에서 단호한 도덕적 명령(의무의 소리)을 받는다. 그래서 《실천이성비판》 은 후자의 길(순수하게 도덕적 의무의 명령에 따르는 것)이 선이며 전자(행복의 지배를 받는 것)가 악임을 분명히 하는 것이다. 순수하게 도덕적 명령을 따른다는 것은 오직 의무를, 누구나가 지켜야만 할 의무이기 때문에 이행한다는 태도(형식적 태도)를 의미한다. "그대는 그대가 하려는 바가 또한 누구나가 이행해야만 할 의무인가를 생각하고, 그렇기 때문에 그것을 하라!" 이것이 내부로부터의 무조건 절대 명령의 골자(최고원리)이며 의지의 선, 악의 척도이다. 따라서 선·악은 처음에 있어서 원리가 결정되는 것이 아니라 그 반대인 것이다. 선의지(善意志)는 인간에게 좋은 여러 성질이나 재능이나 행복마저 초월하여 홀로 찬란히 빛난다. 의지가 선일 수 있는 까닭은, 의지가 지향한 목적이라든지 결과 여하에 있는 것이 아니라 그 태도 내지 형식에 있는 것이다. 무조건 절대인 내부로부터의 명령은 사실 참다운 자기가 유한한, 비열한 자기에게 명령하는 것이다. 사람은 거기에 참된 자기의 자유에 바탕을 둔 자율(自律)을 자각한다.
인간은 한편으로 유한한 존재로서 이 세상의 인과에 지배받으면서도 다른 한편에서는 이 입장을 초월하여 초인과 자유로운 세계에 서는 것이다. 이와 같은 신성한 성격으로 말미암아 인간은 인격이라고 불리며 단순한 물(物)과 구별된다. 그래서 칸트는 앞서 말한 형식적 근본원리를 "자(自)·타(他)의 인간성을 단순한 도구처럼 다루지 말고 언제나 동시에 목적으로서 다루며 인간다운 존경을 해야만 한다"고 하였다. 자·타의 의도, 자·타의 인격을 서로가 시인하고 서로 존중할 수 있는 사회를 칸트는 '목적의 왕국'라고 불렀다. 단호한 의무의 명령은 행복을 추구하는 인간(自愛的人間)에게 있어서는 체면을 손상당한 불쾌감을 준다. 그러나 그것은 다른 면에서 말한다면 자기의 진실을 우러러 보는 기쁨이기도 하다. 도덕법칙 내지 진실한 자기는 이제 존경의 정념으로서 남들이 우러러본다.
번뇌하는 인간에게 있어서 순수한 도덕적 경지는 영원한 과제라고 할 수 있겠다. 그러나 그래야만 하는 이상 인간은 거기에서 불사(不死)를 확신한다. 또한 인간은 행복 추구를 원리로 해서는 안 된다고 하지만 덕에 적합한 행복이 주어지기를 원한다. 덕·행복의 일치는 마땅히, 또한 허락될 수 있는 소원이라고 할 수 있겠다. 그러나 이 일치는 만능의 신에 의존하는 수밖에 없다. 사람은 여기서 신에게 애원하는 것이 허락된다. 자유·불사·신이라는 형이상학적 개념은 이제 도덕을 통해서 의의를 지니기에 이르렀던 것이다. "그것을 생각하는 것이 거듭되면 될수록, 또한 길면 길수록 더욱 새롭고 강한 감탄과 숭앙의 정념으로써 마음을 충만케 하는 것이 둘 있다. 우리의 위에 있는 하늘의 별과 우리 내면의 도덕법칙" 이것이 《실천이성비판》을 맺는 말이다.